# Cossinia trifoliata
Espèce
Synonymes
- Melicopsidium trifoliatum Baill.[1]

Statut de conservation UICN

 VU B1+2c : Vulnérable
Cossinia trifoliata est une espèce de plantes de la famille des Sapindaceae.

## Publication originale
- Sitzungsberichte der Mathematisch-Physikalischen Classe (Klasse) der K. B. Akademie der Wissenschaften zu München 8: 272. 1878.